# Dixie (regió)

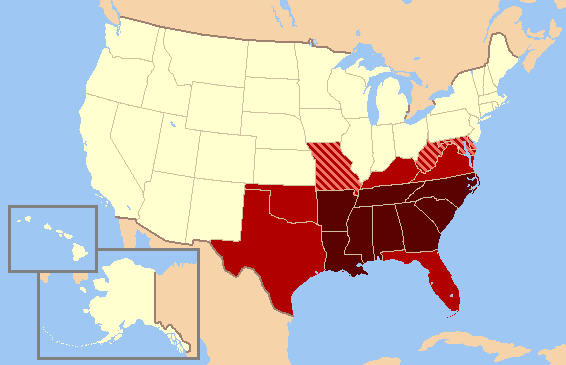
Els estats en color vermell fosc gairebé sempre són inclosos en les definicions modernes del sud dels Estats Units, mentre que els de color vermell clar s'inclouen normalment. Els ombrejats s'inclouen de vegades a causa de les seves connexions històriques amb el Sud.

Dixie (Dixieland de vegades) és un nom donat al Sud dels Estats Units. Més precisament, és el nom que ha rebut el territori cobert pels antics Estats Confederats d'Amèrica i als Estats esclavistes que van romandre lleials a la Unió (Virgínia Occidental, Kentucky, Maryland i Missouri). Aquests estats es troben al sud de la línia Mason-Dixon, que va determinar el límit legal de l'esclavitud.
Durant la Guerra Civil, era el nom afectuós dels Estats Confederats. Actualment, es designen sota aquest nom els Estats del Sud.
«Heart of Dixie» és un nom donat a l'Alabama, o més específicament a la capital original dels Estats Confederats d'Amèrica, l'actual capital d'Alabama: Montgomery.

## Origen de la paraula «Dixie»

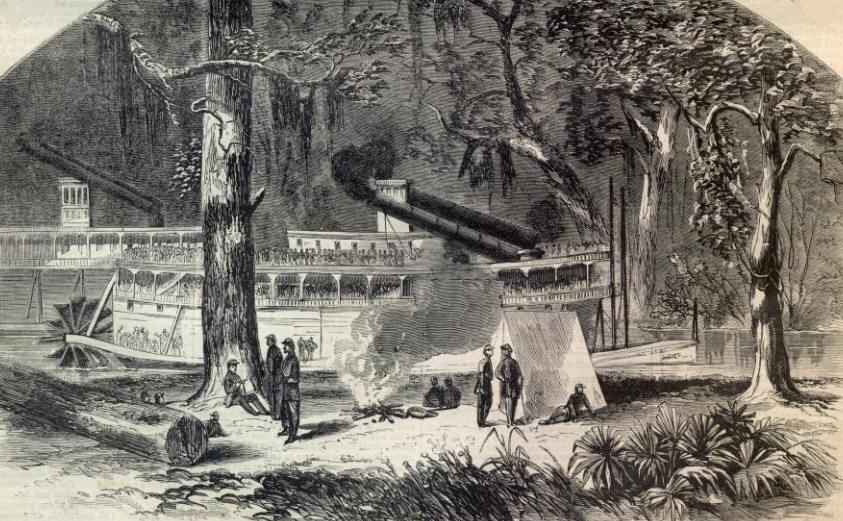
Bayou Navigation in Dixie, gravat d'un vaixell de vapor de Louisiana, 1863.

Segons l'Oxford English Dictionary, els orígens del nom no són clars. D'acord amb A Dictionary of Americanisms on Historical Principles (1951), de Mitford M. Mathews, hi ha tres grans teories:
- Va ser el nom d'un cert Sr. Dixy (o Dixie), amo d'esclaus de l'illa de Manhattan, on l'esclavitud va ser legal fins a 1827. El seu govern va ser tan amable per a l'època (comparat als altres), que «Dixy's Land» - literalment la terra del Senyor Dixy - es va fer molt cèlebre.[6]
- Un bitllet de deu dòlars imprès per la Banque des citoyens de la Louisiane, abans de la Guerra Civil, que era marcat Dix (deu, en francès) sobre el seu verso i va ser dit des de llavors dixes o dixies.[7] Atès que, Louisiana, i finalment el Sud en general, es van fer coneguts com el país dels dixies o «dixies land».
- «Dixie» derivaria d'una manera o altra, del nom de Jeremiah Dixon, de la línia Mason-Dixon, que defineix la frontera entre Maryland i Pennsilvània, la frontera nord de Dixieland.[4]

La teoria de la línia Mason-Dixon és la més coneguda, però pocs lexicògrafs li atorguen molta importància.

## Alfabet fonètic de l'OTAN
En els aeroports, Dixie també s'utilitza de vegades en l'alfabet fonètic de l'OTAN en lloc de «Delta» per evitar confusions amb l'empresa Delta Air Lines.